# Zimowy Olimpijski Festiwal Młodzieży Europy 2022
15. Zimowy Olimpijski Festiwal Młodzieży Europy 2022 – piętnasta edycja zimowego olimpijskiego festiwalu młodzieży Europy, która odbyła się w marcu 2022 roku w fińskim Vuokatti. Początkowo zawody miały się odbyć w na początku grudnia 2021, lecz zostały przełożone z powodu pandemii COVID-19.
Turniej hokeja na lodzie chłopców odbył się w dniach od 13 do 17 grudnia 2021 roku.
Z powodu inwazji Rosji na Ukrainę reprezentanci Rosji oraz Białorusi zostali wykluczeni z imprezy.

## Kalendarz
| OC | Ceremonia otwarcia | 1 | Finały | CC | Ceremonia zamknięcia | ● | Eliminacje |

| Marzec                | 20 Nie | 21 Pon | 22 Wt | 23 Śr | 24 Czw | 25 Pią | Events      |
| --------------------- | ------ | ------ | ----- | ----- | ------ | ------ | ----------- |
| Ceremonie             | OC     |        |       |       |        | CC     |             |
| Narciarstwo alpejskie |        |        | 2     | ●     | 1      | 2      | 5           |
| Biathlon              |        |        | 2     |       | 2      | 1      | 5           |
| Biegi narciarskie     |        | 2      | 2     |       | 2      | 1      | 7           |
| Łyżwiarstwo figurowe  |        |        |       | ●     | 2      |        | 2           |
| Hokej na lodzie       |        | ●      | ●     | ●     | ●      | 1      | 2           |
| Kombinacja norweska   |        |        | 1     | 1     |        | 1      | 3           |
| Short track           |        | 2      | 2     |       |        | 3      | 7           |
| Skoki narciarskie     |        |        |       | 1     | 2      | 1      | 4           |
| Snowboarding          |        |        | ●     | 2     | ●      | 2      | 4           |
| Liczba finałów        |        | 4      | 9     | 4     | 9      | 12     | 39          |
| Liczba konkurencji    |        | 5      | 14    | 18    | 27     | 39     | 39          |
| Marzec                | 20 Nie | 21 Pon | 22 Wt | 23 Śr | 24 Czw | 25 Pią | Konkurencje |

## Klasyfikacja medalowa
| Pozycja | Reprezentacja | Medal EOC | Medal EOC | Medal EOC | Medal EOC |
| ------- | ------------- | --------- | --------- | --------- | --------- |
| 1.      | Finlandia     | 6         | 4         | 4         | 14        |
| 2.      | Włochy        | 5         | 9         | 6         | 20        |
| 3.      | Austria       | 5         | 3         | 2         | 10        |
| 4.      | Szwecja       | 4         | 5         | 4         | 13        |
| 5.      | Francja       | 4         | 1         | 6         | 11        |
| 6.      | Holandia      | 4         | 0         | 2         | 6         |
| 7.      | Czechy        | 3         | 4         | 0         | 7         |
| 8.      | Słowenia      | 3         | 1         | 1         | 5         |
| 9.      | Węgry         | 1         | 4         | 0         | 5         |
| 10.     | Norwegia      | 1         | 2         | 0         | 3         |
| 11.     | Chorwacja     | 1         | 0         | 0         | 1         |
| 11.     | Estonia       | 1         | 0         | 0         | 1         |
| 11.     | Łotwa         | 1         | 0         | 0         | 1         |
| 14.     | Polska        | 0         | 3         | 2         | 5         |
| 15.     | Szwajcaria    | 0         | 2         | 4         | 6         |
| 16.     | Białoruś      | 0         | 1         | 0         | 1         |
| 17.     | Niemcy        | 0         | 0         | 5         | 5         |
| 18.     | Słowacja      | 0         | 0         | 2         | 2         |
| 19.     | Rosja         | 0         | 0         | 1         | 1         |
| Razem   | Razem         | 39        | 39        | 39        | 117       |

## Dyscypliny
- Biathlon (szczegóły)
- Biegi narciarskie (szczegóły)
- Hokej na lodzie (szczegóły)
- Kombinacja norweska (szczegóły)
- Łyżwiarstwo figurowe (szczegóły)
- Narciarstwo alpejskie (szczegóły)
- Short track (szczegóły)
- Skoki narciarskie (szczegóły)
- Snowboarding (szczegóły)

## Miejsca
| Miejsce                         | Dyscypliny                             |
| ------------------------------- | -------------------------------------- |
| Vuokatti slopes                 | Narciarstwo alpejskie, snowboarding    |
| Vuokatti Sport Biathlon Stadium | Biathlon, biegi narciarskie            |
| Vuokatti Arena                  | Łyżwiarstwo figurowe, short track      |
| Kajaanin jäähalli               | Hokej na lodzie                        |
| Lahti Sports Center             | Kombinacja norweska, skoki narciarskie |

## Uczestniczące państwa
W zimowym olimpijskim festiwalu młodzieży wzięło udział 46 państw członkowskich Europejskiego Komitetu Olimpijskiego.

- Albania
- Andora
- Armenia
- Austria
- Belgia
- Białoruś[b]
- Bośnia i Hercegowina
- Bułgaria
- Chorwacja
- Cypr
- Czarnogóra
- Czechy
- Dania
- Estonia
- Finlandia
- Francja
- Grecja
- Gruzja
- Hiszpania
- Holandia
- Irlandia
- Islandia
- Kosowo
- Liechtenstein
- Litwa
- Luksemburg
- Łotwa
- Macedonia Północna
- Mołdawia
- Niemcy
- Norwegia
- Polska
- Portugalia
- Rosja[b]
- Rumunia
- San Marino
- Serbia
- Słowacja
- Słowenia
- Szwajcaria
- Szwecja
- Turcja
- Ukraina
- Węgry
- Wielka Brytania
- Włochy